# 山岡ミチコ
山岡 ミチコ（やまおか ミチコ、1930年3月24日 - 2013年2月2日）は、日本の広島市に住んでいた被爆者で自身の被爆体験を戦争を知らない人などに伝える語り部として知られた。

## 経歴
広島市中区竹屋町生まれ。
1945年8月6日、進徳高等女学校に在学していた15歳の時、動員学徒として広島中央電話局に向かう途中、爆心地から約800メートルの場所で広島市に投下された原子爆弾の強烈な熱線と爆風に巻き込まれる。一命は取り留めたものの顔や腕に大やけどを負う。
1955年5月、アメリカのジャーナリスト、ノーマン・カズンズや広島流川教会の谷本清牧師が中心となった日本とアメリカの市民の支援で大やけどの治療のためニューヨークに渡る。1年半に渡り合計27回の手術を受ける。
洋裁の教師などをし、被爆者とは見られないように生活する。しかし、1979年母親の逝去を契機に戦争を知らない、原子爆弾の恐ろしさを知らない人たちに自身の経験と考えを伝えようと決意する。国内や海外でも多くの人々に積極的に証言する。
2006年8月6日脳梗塞に倒れる。その後、リハビリに励み、療養生活の中でも修学旅行生に証言を続ける。
2013年2月2日午後10時1分、肺炎のため広島市中区の介護施設で死去。82歳没。